# Castello di Berkeley
Il castello di Berkeley sorge nel Gloucestershire presso la città di Berkeley; le origini del castello sono databili all'XI secolo e l'English Heritage lo ha classificato come monumento di I livello. Il castello è di proprietà della famiglia Berkeley fin dal XII secolo se si eccettua un periodo in cui appartenne ai Tudor per un breve periodo.

## Le origini
La struttura originale del castello è del 1067 quando fu costruito come un motta castrale da William FitzOsbern, I conte di Hereford poco dopo che Guglielmo I d'Inghilterra aveva preso il paese. Il castello passò quindi nelle mani della famiglia Berkeley e per tre generazioni un diverso Roger Berkeley ne fu il proprietario ed entro la prima metà del XII secolo il castello venne interamente ricostruito. L'ultimo Roger Berkeley perse il castello nel 1152, questi durante il periodo dell'anarchia aveva voltato le spalle alla nascente casa dei Plantageneti e il castello andò al fedele Robert Fitzharding un ricco esponente della città di Bristol. Da uno dei suoi figli, che sposò una delle figlie dell'espropriato Roger, discendono i Berkeley che detengono il castello ancora oggi.
Poco dopo Robert ricevette da Enrico II d'Inghilterra il permesso di ricostruire il castello con lo scopo di difendere la strada che collegava Bristol a Gloucester, l'estuario del Severn e i confini con il Galles. Entro il 1156 venne costruita la prima cinta muraria costruita probabilmente dove era sorte la prima fortificazione della motta. La costruzione della cortina muraria vera e propria fu più lunga e venne completata nel trentennio 1160-1190 da lui e poi dal figlio Maurice.
Altri ingenti lavori vennero fatti da Thomas Berkeley, III barone Berkeley nel XIV secolo, fra cui la torre di Thorpe, a nord del torrione, il corpo di guardia interno, posto a sud del torrione oltre ad altri edifici posti nei cortili interni.

## Edoardo II
Il castello nel 1326 fu saccheggiato per mano di Ugo Despenser il Giovane, favorito di Edoardo II, quando l'anno dopo il re venne deposto da Isabella di Francia e dal suo amante Ruggero Mortimer, I conte di March Edoardo venne portato al castello di Berkeley perché fosse tenuto sotto sorveglianza da Thomas e da suo cognato John Maltravers, I barone Maltravers. Edoardo rimase al castello per cinque mesi, da aprile a settembre, in questo lasso di tempo una banda di lealisti irruppero nel castello e liberarono Edoardo, ma questi venne prontamente ricatturato. Una volta recuperato il re deposto è possibile che i due uomini abbiano fatto il giro di diversi altri manieri per rendere più difficoltoso un eventuale altro tentativo di salvataggio ed Edoardo tornò a Berkeley in settembre. Mentre alcuni storici, pochi, ritengono che Edoardo sia riuscito a scappare e che un altro sia morto al suo posto, molti altri ritengono che sia morto il 21 settembre 1327 a Berkeley anche se per secoli si vociferò del fatto che Edoardo fosse fuggito. La cella dove si crede sia stato assassinato può essere ancora visitata insieme al sotterraneo nel quale le leggende vogliono che ogni anno rieccheggino i rumori del suo assassinio.
Il resoconto coevo fornito al Parlamento parlò semplicemente di un incidente che causò la morte di Edoardo, il corpo venne imbalsamato e rimase presso il castello per un intero mese nella cappella dedicata a san Giovanni prima che Thomas lo scortasse all'abbazia di Gloucester dove venne sepolto. Thomas venne accusato di essere dietro alla morte di Edoardo, ma egli si difese asserendo che questa era stata perpetrata dagli agenti di Mortimer mentre lui era assente e venne quindi assolto da ogni accusa nel 1337.

## Fino ai giorni nostri
Nel XIV secolo alla Great Hall venne dato un nuovo tetto e da una delle balconate cadde il menestrello Dickie Pearce che venne sepolto nel cortile della vicina chiesa di St.Mary adiacente al castello. Contigua alla Great Hall è una delle due cappelle originali con le volte in legno dipinte in modo da rappresentare passaggi della Bibbia e scritte in Lingua normanna. Qui è anche conservato un vellum con musiche per canto piano usato dalla famiglia per i riti cattolici prima che si convertissero al protestantesimo nel XVI secolo.
Durante la guerra civile inglese il castello venne ritenuto abbastanza importante da essere preso nel 1645 dal colonnello Thomas Rainsborough per i Roundhead e dopo un breve assedio i realisti dovettero arrendersi. Come era d'uso venne lasciata la breccia nelle mura, ma alla famiglia venne permesso di continuare a detenere la proprietà se non avessero mai fatto riparare i danni al torrione, un accordo in essere ancora oggi.
Berkeley è il castello che, dopo la Torre di Londra e il castello di Windsor, è stato più continuativamente occupato e rimasto in proprietà alla stessa famiglia, i Berkeley lo occupano ancora oggi dividendosi fra le loro altre dimore.
Dal 1997 la maggior parte del castello è aperta al pubblico e la parte privata è davvero piccola rispetto alla totalità della costruzione. 
Gli esterni sono stati usati per girare alcune scene per la serie tv Galavant.